# Britische Unterhauswahl 1859

Sitzverteilung im Unterhaus:
Liberale: 355 Sitze
Conservatives: 298 Sitze
Parlamentssprecher: 1 Sitz

Die Unterhauswahl im Vereinigten Königreich im Jahr 1859 fand vom 28. April bis 18. Mai 1859 statt. Wahlsieger waren die Liberalen unter Viscount Palmerston.

## Vorgeschichte
Ab dem 6. Februar 1855 war eine liberale Regierung unter Lord Palmerston im Amt, die eine expansive Außenpolitik verfolgte. Mit dem am 30. März 1856 geschlossenen Frieden von Paris, der den Krimkrieg beendete, konnte Palmerston einen außenpolitischen Erfolg verbuchen. Die Unterhauswahl im März/April 1857 brachte den Liberalen, die von einer patriotischen Welle angesichts des erfolgreich beendeten Krieges profitierten, eine deutliche Unterhausmehrheit. Die Regierung Palmerston sah sich in der Folge in verschiedene Kolonialkriege verwickelt. Vom 1. November 1856 bis zum 4. April 1857 gab es kriegerische Auseinandersetzungen mit Persien. Kriegsgrund waren die gegensätzlichen Interessen in Afghanistan. Im Mai 1857 brach in Nordindien ein allgemeiner Aufstand gegen die Herrschaft der Britischen Ostindien-Kompanie aus, der bis 1859 niedergeschlagen werden konnte, aber zur grundlegenden Reorganisation der britischen Kolonialherrschaft in Indien führte. Die Ostindien-Kompanie wurde aufgelöst und ihre Besitztümer wurden in die Kronkolonie Britisch-Indien umgewandelt. Ab Oktober 1856 befand sich Großbritannien – später zusammen mit Frankreich – im Zweiten Opiumkrieg mit dem Kaiserreich China der Qing-Dynastie. Der Krieg mit China war innerhalb der Liberalen nicht unumstritten. Führende Liberale, wie Richard Cobden und William Ewart Gladstone kritisierten im Unterhaus Palmerstons Politik als unmoralisch. Die Regierung Palmerston fand ein Ende, als sie am 19. Februar 1858 trotz ihrer großen Unterhausmehrheit bei der zweiten Lesung der Conspiracy to Murder Bill, die im Rahmen der Orsini-Affäre eingebracht worden war, mit 215 gegen 234 Stimmen eine überraschende Abstimmungsniederlage erlitt. Palmerston trat am selben Tag als Premierminister zurück und am Folgetag bildete Lord Derby eine konservative Minderheitsregierung (Zweite Regierung Derby). Diese Regierung hatte einen schwachen Stand und war auf die parlamentarische Unterstützung von liberalen Dissidenten und unabhängigen Liberalen angewiesen. Nachdem die Regierung am 30. März 1859 mit 291 gegen 330 Stimmen eine Abstimmungsniederlage bei ihrer Gesetzesvorlage für eine Wahlrechtsreform (Representation of the people bill) erlitten hatte, ließ Derby im April 1859 das Parlament auflösen und Neuwahlen ausschreiben.
Eine gewisse Rolle spielte im anschließenden Wahlkampf auch die Italienische Frage, da am 17. April 1859 der Sardinische Krieg ausbrach. Die Sympathien der britischen Öffentlichkeit und politischen Klasse lagen hier ganz überwiegend auf der Seite der Italiener, bei den Liberalen mehr und bei den Konservativen weniger.

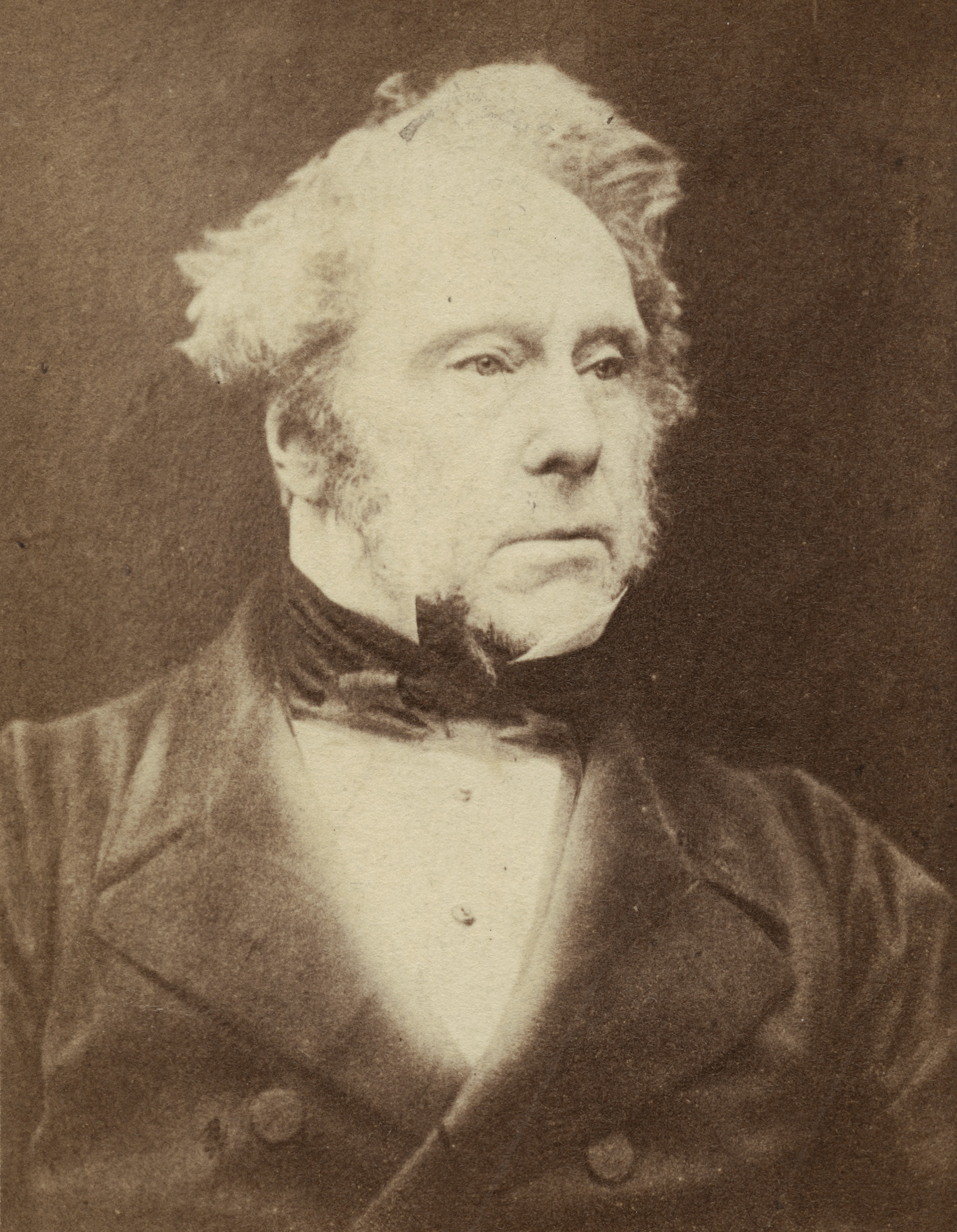
Henry John Temple, 3. Viscount Palmerston
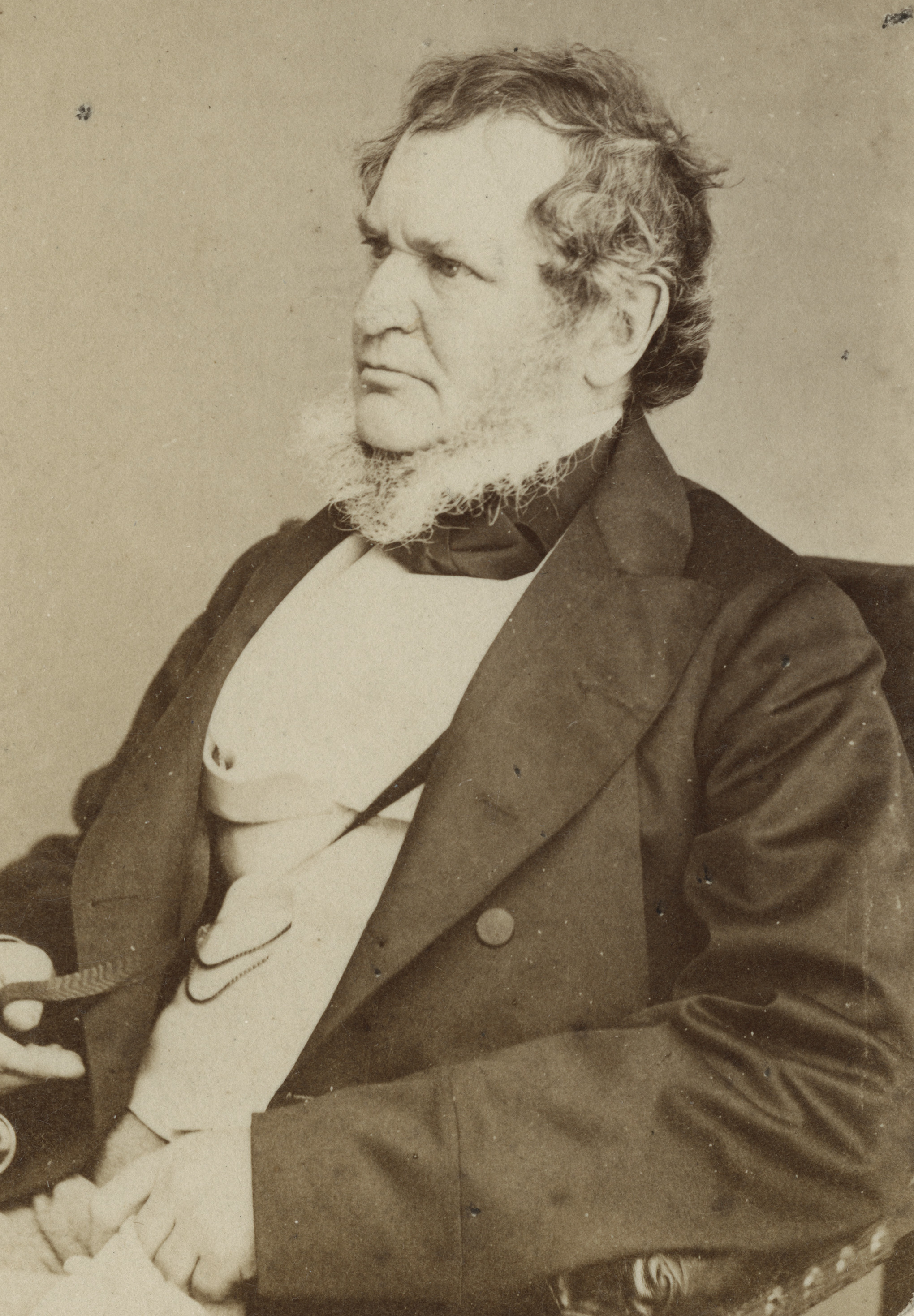
Edward Smith-Stanley, 14. Earl of Derby

## Wahlmodus
Gewählt wurden 654 Abgeordnete. Insgesamt stellten sich 860 Kandidaten zur Wahl, davon 379 ohne Gegenkandidaten. 460 Abgeordnete wurden in England, 103 in Irland, 53 in Schottland und 32 in Wales gewählt. Sechs Abgeordnete wurden durch Universitätsangehörige gewählt. Die Wahlkreisgrenzen waren zuletzt im Jahr 1832 geändert worden.

## Ergebnisse

Wahlkreisgewinner – In den Wahlkreisen wurden zwischen ein und vier Abgeordnete gewählt. Wahlkreise, in denen Abgeordnete unterschiedlicher Parteien gewählt wurden, sind schraffiert dargestellt. Eine 2:1-Schraffur bedeutet z. B. zwei Abgeordnete der einen und ein Abgeordneter der anderen Partei.

Mehrheiten nach Landesteilen: in England und Schottland siegten die Liberalen und in Wales und Irland die Konservativen

### Gesamtergebnis
Die Wahl endete mit relativen Stimmengewinnen und Mandatsgewinnen der Konservativen in England und Irland. Insgesamt konnten die Liberalen ihre Sitzmehrheit im Unterhaus verteidigen. Die Zahl der Wahlberechtigten lag bei etwa 1.271.900. Das Wählerregister war zuletzt vor neun Jahren aktualisiert worden. Die Wahlbeteiligung lag bei ungefähr 63,7 %.
| Partei | Partei             | Kandidaten | Kandidaten           | Stimmen | Stimmen | Stimmen | Sitze  | Sitze |
| Partei | Partei             | Gesamt     | ohne Gegen- kandidat | Anzahl  | %       | +/−     | Anzahl | +/−   |
| ------ | ------------------ | ---------- | -------------------- | ------- | ------- | ------- | ------ | ----- |
|        | Liberale           | 465        | 183                  | 372.117 | 065,7 % | +0,6 %  | 356    | −21   |
|        | Conservative Party | 394        | 196                  | 193.232 | 034,3 % | +1,2 %  | 298    | +34   |
|        | Chartisten         | 01         | 0                    | 0.0151  | 00,0 %  | −0,1 %  | 0      | ±0    |
|        | Sonstige           | 0          | 0                    | 0.0     | 00,0 %  | −1,7 %  | 0      | −13   |
| Gesamt | Gesamt             | 860        | 375                  | 565.500 | 100,0 % | –       | 654    | –     |

### Landesteile und Universitäten
| Partei        | Partei             | Kandidaten | Kandidaten           | Stimmen | Stimmen | Stimmen | Sitze   | Sitze   |
| Partei        | Partei             | Gesamt     | ohne Gegen- kandidat | Anzahl  | %       | +/−     | Anzahl  | +/−     |
| England       | England            | England    | England              | England | England | England | England | England |
| ------------- | ------------------ | ---------- | -------------------- | ------- | ------- | ------- | ------- | ------- |
|               | Liberale           | 330        | 109                  | 307.949 | 67,1 %  | −1,1 %  | 251     | −24     |
|               | Conservative Party | 286        | 129                  | 152.591 | 32,9 %  | +1,2 %  | 209     | +24     |
|               | Chartisten         | 1          | 0                    | 151     | 0,0 %   | −0,1 %  | 0       | ±0      |
|               | Gesamt             | 617        | 238                  | 460.691 | 100,0 % | –       | 460     | –       |
| Wales         |                    |            |                      |         |         |         |         |         |
|               | Liberale           | 18         | 14                   | 1.585   | 36,4 %  | −29,0 % | 15      | ±0      |
|               | Conservative Party | 18         | 14                   | 2.767   | 63,6 %  | +29,0 % | 17      | ±0      |
|               | Gesamt             | 36         | 28                   | 4.352   | 100,0 % | –       | 32      | –       |
| Schottland    |                    |            |                      |         |         |         |         |         |
|               | Liberale           | 44         | 34                   | 5.174   | 66,4 %  | −18,4 % | 40      | +1      |
|               | Conservative Party | 17         | 11                   | 2.616   | 33,6 %  | +18,4 % | 13      | −1      |
|               | Gesamt             | 61         | 45                   | 7.790   | 100,0 % | –       | 53      | –       |
| Irland        |                    |            |                      |         |         |         |         |         |
|               | Liberale           | 73         | 26                   | 57.409  | 61,1 %  | +13,3 % | 50      | +2      |
|               | Conservative Party | 67         | 36                   | 35.258  | 38,9 %  | −4,7 %  | 53      | +11     |
|               | Andere             | 0          | 0                    | 0       | 0,0 %   | −8,6 %  | 0       | −13     |
|               | Gesamt             | 140        | 62                   | 92.667  | 100,0 % | –       | 103     | –       |
| Universitäten |                    |            |                      |         |         |         |         |         |
|               | Liberale           | 0          | 0                    | –       | –       | –       | 0       | ±0      |
|               | Conservative Party | 6          | 6                    | –       | –       | –       | 6       | ±0      |
|               | Gesamt             | 6          | 6                    | –       | –       | –       | 6       | –       |

## Nach der Wahl
Obwohl die Konservativen bei der Wahl Sitze hinzugewannen, hatte die Regierung Derby weiterhin keine parlamentarische Mehrheit. Bei einem Treffen von Whigs, Peeliten und Radikalen am 6. Juni 1859 in Willis’ Rooms in St. James, das gelegentlich als Gründungsversammlung der Liberal Party angesehen wird, verabredeten sich die Liberalen zum Sturz der konservativen Minderheitsregierung. Am 10. Juni 1859 sprach das Unterhaus der Regierung Derby mit 323 zu 310 Stimmen das Misstrauen aus. Derbys Nachfolger wurde ab dem 12. Juni 1859 wieder Palmerston (Kabinett Palmerston II).